# Gros-bec
Taxons concernés
Plusieurs espèces parmi les familles :
- Fringillidae
- Cardinalidae
- Emberizidaemodifier

Le terme Gros-bec est appliqué à plusieurs espèces d'oiseaux en raison de la taille de leur bec, celle-ci reflétant davantage une convergence morphologique de taxons granivores que de réels liens systématiques.

## Liste des gros-becs
Des gros-becs se rencontrent dans les anciennes familles des fringillidae et des cardinalidae ou encore dans celle ayant toujours cours des Emberizidae.

### Fringillidae
Voici les espèces appartenant anciennement à la famille des Fringillidae :
- Gros-bec de Sao-Tomé Neospiza concolor
- Gros-bec à ailes dorées Rhynchostruthus socotranus
- Gros-bec des Iles Bonin Chaunoproctus ferreorostris
- Gros-bec de Chine ou Gros-bec migrateur Eophona migratoria
- Gros-bec du Japon ou Gros-bec masqué Eophona personata
- Gros-bec noir et jaune Mycerobas icterioides
- Gros-bec à collier ou Gros-bec voisin Mycerobas affinis
- Gros-bec à ailes tachetées Mycerobas melanozanthos
- Gros-bec à ailes blanches Mycerobas carnipes
- Gros-bec errant Hesperiphona vespertinus
- Gros-bec à capuchon ou Gros-bec à capuchon noir Hesperiphona abeillei
- Gros-bec casse-noyaux Coccothraustes coccothraustes

- Durbec des sapins Pinicola enucleator qui est aussi parfois considéré comme un gros-bec.

Pour d'autres espèces, ce terme n'est pas utilisé comme nom générique vernaculaire mais comme qualificatif spécifique :
- Serin à gros bec Serinus donaldsoni
- Tarin à gros bec Carduelis crassirostris
- Saltator à gros bec Saltator maxillosus
- Géospize à gros bec Geospiza magnirostris
- Psittirostre à gros bec Chloridops kona
- Oriole à gros bec Icterus gularis

### Cardinalidae
Voici les espèces appartenant anciennement à la famille des Cardinalidae :
- Gros-bec à dos noir ou Gros-bec à ventre jaune Pheucticus aureoventris
- Gros-bec jaune Pheucticus chrysopeplus
- Gros-bec de la Louisiane ou Gros-bec à poitrine rose Pheucticus ludovicianus
- Gros-bec à tête noire Pheucticus melanocephalus
- Gros-bec jaune vert Caryothraustes canadensis
- Gros-bec à épaules jaunes Caryothraustes humeralis
- Gros-bec à collier rouge ou Gros-bec à ventre cramoisi Rhodothraupis caelano
- Gros-bec noir et rouge Peryporphyrus erythromelas
- Gros-bec ardoise Pitylus grossus
- Gros-bec outremer ou Évêque bleu du Brésil Passerina brissonii
- Gros-bec bleu ou Guiraca bleu Passerina caerulea (autrefois Guiraca caerulea)
- Gros-bec bleu noir Passerina cyanoides
- Gros-bec indigo Passerina glaucocaerulea
- Gros-bec à cuisses noires Pheucticus tibialis
- Gros-bec à face noire Caryothraustes poliogaster
- Gros bec fuligineux Pitylus fuliginosus

### Emberizidae
Voici les espèces appartenant anciennement à la famille des Emberizidae :
- Gros-bec des rizières angolais Oryzoborus angolensis
- Gros-bec des rizières à bec large Oryzoborus crassirostris
- Gros-bec des rizières funèbre Oryzoborus funereus

### Autres familles
- Thraupidae : Organiste gros-bec Euphonia laniirostris
- Psittacidae : Conure à gros bec Rhynchopsitta pachyrhyncha
- Corvidae : Corbeau à gros bec Corvus macrorhynchos et Corneille à gros bec Corvus coronoides
- Laridae : Sterne à gros bec Phaetusa simplex
- Podicipedidae : Grèbe à gros bec Podilymbus podiceps
- Musophagidae : Touraco à gros bec Tauraco macrorhynchus
- Indicatoridae : Indicateur à gros bec Indicator conirostris
- Accipitridae : Buse à gros bec Buteo magnirostris

## Sources
- Armani G.C. (1983) Guide des passereaux granivores. Delachaux et Niestlé, Neuchâtel, Paris, 262 p.
- Clement P., Harris A. & Davis J. (1993) (1999) Finches & Sparrows. Christopher Helm, London, 500 p.
- Ottaviani, M. (2008) Monographie des Fringilles (fringillinés – carduélinés) – Histoire Naturelle et photographies, Volume 1. Editions Prin, Ingré, France, 488 p.
- Walters M. (1998) L'inventaire des Oiseaux du Monde. Delachaux et Niestlé, Lausanne, Paris, 381 p.